# Шолудивник судетський
Шолудивник судетський (Pedicularis sudetica) — вид квіткових рослин з родини вовчкових (Orobanchaceae). Поширений в Європі та Північній Америці.

## Опис
Це багаторічник з коротким горизонтальним кореневищем, зазвичай з одним квітконосним стеблом. Стебло пряме, 10–25 см заввишки, лише коротко висхідне біля основи, округле, голе або лише запушене під суцвіттям, безлисте або з одним або двома листками. Листки зібрані в нещільну приземну розетку, довгочерешкові, голі, в контурі ланцетні, 3–5 см завдовжки, перисто-пильчасті, з гострим білим кінчиком. Суцвіття — густа кінцева китиця, нижні приквітки схожі на стеблові листки, довші за квітки, середні та верхні приквітки коротші за квітки, з простою, густо-довговорсистою пластиною. Нижні квітки короткочерешкові, верхні сидячі. Чашечка вузько дзвоникоподібна, шерстисто-волосиста, неправильно п'ятикуткова. Віночок 17–20 мм, від рожевого до червонувато-пурпурового, трубка віночка коротша за частки чашечки, верхня губа чітко шоломоподібна, темніше забарвлена, нижня губа коротша за верхню, трилопатева. Коробочки сплющено-яйцеподібні, вдвічі довші за стійку чашечку.

## Поширення
Ареал: Польща, Чехія, Німеччина, Канада, США — Аляска, Росія.
Вид росте на вологих луках, заростях, відкритих лісах, торф'янистих місцях просочування, берегах струмків, скелястих схилах, пустищах і тундрі в субальпійській і альпійській зонах.

## Охорона
Pedicularis sudetica охороняється в Європі і занесений до Додатку І Бернської конвенції (охоронна категорія: вид підлягає особливій охороні), а також до Директиви Європейського Союзу 92/43/ЄС «Про збереження природних оселищ та видів природної фауни і флори» (Додаток ІІ. Види рослин і тварин, що становлять особливий інтерес для Європейського Союзу, збереження яких потребує створення територій особливої охорони).

## Практичне значення
Корені рослини їстівні.